# Terres australes et antarctiques françaises
Ne doit pas être confondu avec France antarctique.
Les Terres australes et antarctiques françaises, abrégées par l'acronyme TAAF, constituent une collectivité sui generis située en outre-mer créée par une loi du 6 août 1955. Elles sont mentionnées dans l'article 72-3 de la Constitution française.
Ce territoire comprend actuellement cinq districts très différents : l'archipel Crozet, les îles Kerguelen, les îles Saint-Paul et Amsterdam, les îles Éparses de l'océan Indien et la terre Adélie. Pour cette dernière, la souveraineté française s'exerce dans le contexte du traité sur l'Antarctique signé à Washington en 1959 qui établit un « gel » des prétentions territoriales et affirme la liberté de la recherche scientifique sur tout le continent. La présence de la France doit donc être compatible avec les exigences du traité qui a été complété en 1991 par le protocole de Madrid sur la protection de l'environnement et qui fait de ce continent une « réserve naturelle consacrée à la paix et à la science ».
En dehors de quelques brèves tentatives de colonisation, aucune portion du territoire n'a eu de population permanente, ni indigène, ni civile française, mais une présence humaine continue (logistique, scientifique ou militaire) y est assurée grâce à du personnel relevé régulièrement.
Les trois districts historiques des Terres australes françaises sont l'archipel Crozet, les îles Kerguelen et les Îles Saint-Paul et Amsterdam qui accueillent aujourd'hui la plus grande réserve naturelle de France et l'une des plus grandes aires marines protégées du monde. Le périmètre de la réserve naturelle a également été inscrit sur la liste du patrimoine mondial de l'UNESCO le 5 juillet 2019.

## Géographie

### Localisation
Les TAAF sont toutes situées dans le sud de l'océan Indien ou, pour la terre Adélie, dans le secteur de l'océan Austral situé directement au sud de l'océan Indien à la longitude de l'Australie. Les îles Éparses de l'océan Indien sont proches de Madagascar, de Mayotte et de l'Union des Comores ; et toutes les autres îles se trouvent au sud-est de Madagascar (les plus proches de La Réunion) et des Mascareignes (dont Rodrigues et Maurice).
À l'exception des îles Éparses de l'océan Indien, il s'agit de terres très éloignées à la fois des régions habitées et entre elles :
| La Réunion (Saint-Pierre) 21° 20′ S 55° 29′ E | 2 810 km                                  | 2 820 km                                         | 3 380 km                                          | 7 600 km                                             |
|                                               | Crozet (Alfred-Faure) 46° 26′ S 51° 51′ E | 2 320 km                                         | 1 410 km                                          | 5 310 km                                             |
|                                               |                                           | Amsterdam (Martin-de-Viviès) 37° 48′ S 77° 34′ E | 1 410 km                                          | 5 020 km                                             |
|                                               |                                           |                                                  | Kerguelen (Port-aux-Français) 49° 21′ S 70° 13′ E | 4 240 km                                             |
|                                               |                                           |                                                  |                                                   | terre Adélie (Dumont-d'Urville) 66° 40′ S 140° 00′ E |

Les TAAF comportent 2 709 km de côtes.
Trois des cinq districts des Terres australes (archipel Crozet, îles Kerguelen, îles Saint-Paul et Amsterdam) sont caractérisés par leur environnement océanique et leur géologie volcanique :
- les îles Saint-Paul et Amsterdam sont situées sur la dorsale Est-Indienne ;
- l'archipel Crozet sur un plateau océanique sur le flanc est de la dorsale ouest indienne ;
- les îles Kerguelen sur un vaste plateau asismique entre les deux branches de ces dorsales.

### Districts
Ce territoire est actuellement composé de cinq districts : les trois districts historiques des terres australes françaises (îles Kerguelen, archipel Crozet, îles Saint-Paul et Amsterdam) découverts et rattachés à la France aux XVIIIe et XIXe siècles auxquels s'ajoutent depuis 1949 le district antarctique de la terre Adélie, puis depuis 2007, le district des îles Éparses de l'océan Indien. Si la souveraineté française sur les terres australes n'est pas contestée, les cas de la terre Adélie et des îles Éparses de l'océan Indien restent plus complexes. Sur le plan administratif ces cinq districts ne sont pas des collectivités de niveau inférieur mais des circonscriptions déconcentrées.
| Nom du district administratif         | Base permanente / chef-lieu       | Effectif moyen d’hivernage | Superficie (km2) | ZEE (km2)              |
| ------------------------------------- | --------------------------------- | -------------------------- | ---------------- | ---------------------- |
| Archipel Crozet                       | Base Alfred-Faure                 | 18                         | 352              | 567 475                |
| Îles Kerguelen                        | Port-aux-Français                 | 45                         | 7 215            | 563 869                |
| Îles Saint-Paul et Nouvelle-Amsterdam | Martin-de-Viviès                  | 29                         | 66               | 502 533                |
| Îles Éparses de l’océan Indien (*)    | —                                 | —                          | 44               | 640 400 (contestée)    |
| terre Adélie (*)                      | Base antarctique Dumont-d’Urville | 25                         | 432 000          | 112 000 (non reconnue) |
| TAAF                                  | —                                 | 140                        | 439 677          | 2 386 277              |

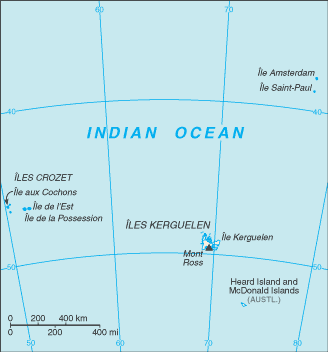
Terres australes françaises.
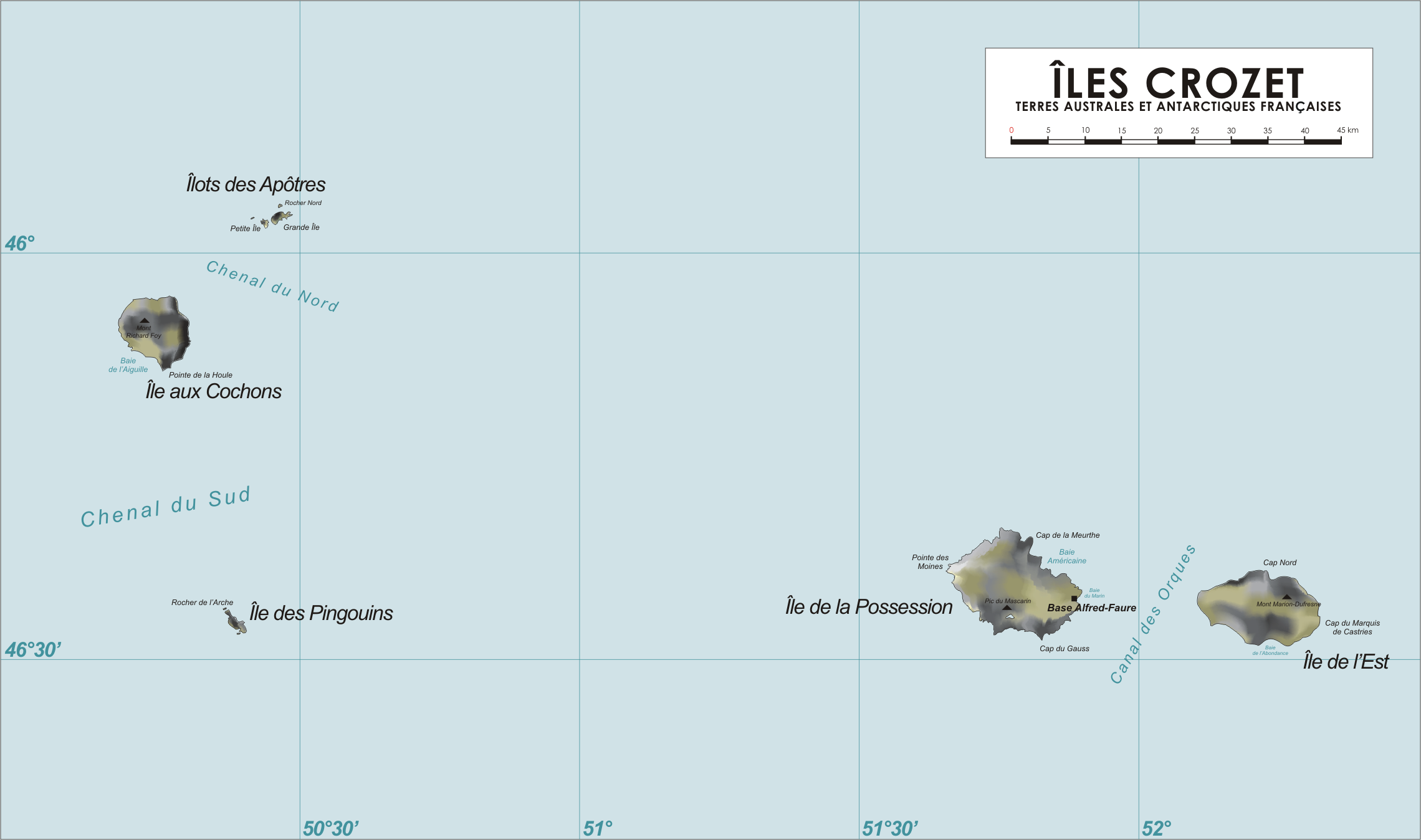
Archipel Crozet.
Îles Kerguelen.
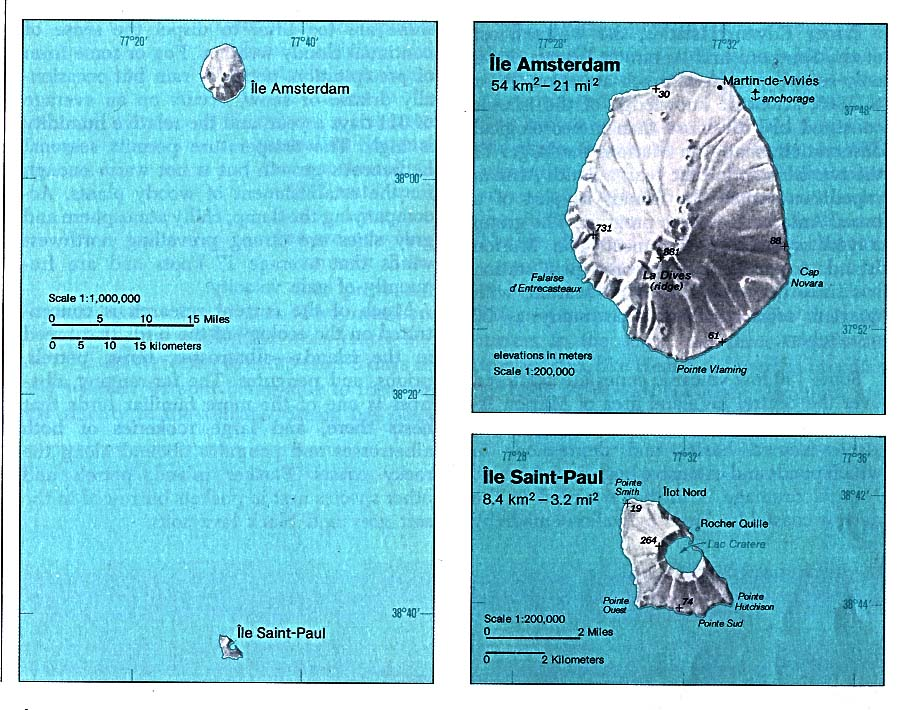
Îles Saint-Paul et Nouvelle-Amsterdam.
Îles Éparses de l’océan Indien.
terre Adélie.

#### Terres australes françaises
Les terres australes françaises, à ne pas confondre avec les îles Australes de Polynésie française, forment trois districts sur lesquels la souveraineté française est universellement reconnue :
- les îles Kerguelen, découvert en 1772 par Yves Joseph de Kerguelen de Trémarec qui en prend possession au nom du royaume de France et le baptise France australe[8]. La souveraineté de la République française est réaffirmée officiellement en 1893 face aux prétentions britanniques et australiennes. L'archipel fait partie de la plaque antarctique.
- l'archipel Crozet, découvert en 1772, par Marc Joseph Marion du Fresne qui en fait alors une possession du royaume de France. Comme les îles Kerguelen il fait partie de la plaque antarctique.
- les îles Saint-Paul et Amsterdam sont découvertes en 1522, par Juan Sebastián Elcano alors membre de l'expédition de Fernand de Magellan. La seconde est appelée Nieuw-Amsterdam, nom également donné par les colons néerlandais à l'actuelle New-York. Elles passent définitivement sous souveraineté française en 1892. Elles font partie de la plaque antarctique, à la limite de la plaque australienne.

Les terres australes sont ravitaillées par le Marion Dufresne 2 qui assure l'ensemble de la logistique ordinaire de ces trois districts. Elles sont protégées dans le cadre de la réserve naturelle nationale des Terres australes françaises.

#### Îles Éparses de l'océan Indien
Le district des îles Éparses de l'océan Indien est composé d'îles, îlots et atolls tropicaux pour la plupart situés dans le canal du Mozambique. Ajouté en 2007, il ne forme administrativement qu'un seul district composé de l'atoll Bassas da India, de l'île Europa, des îles Glorieuses, de l'île Juan de Nova et de l'île Tromelin. Les îles Éparses de l'océan Indien — Bassas da India, île Europa, îles Glorieuses, Banc du Geyser, île Juan de Nova et île Tromelin — comportent :
- 44 km2 de superficie (terres émergées) ;
- 118,4 km2 de lagons ;
- 640 400 km2 de zones économiques exclusives (ZEE) ;
- une riche biodiversité et aucun habitant.

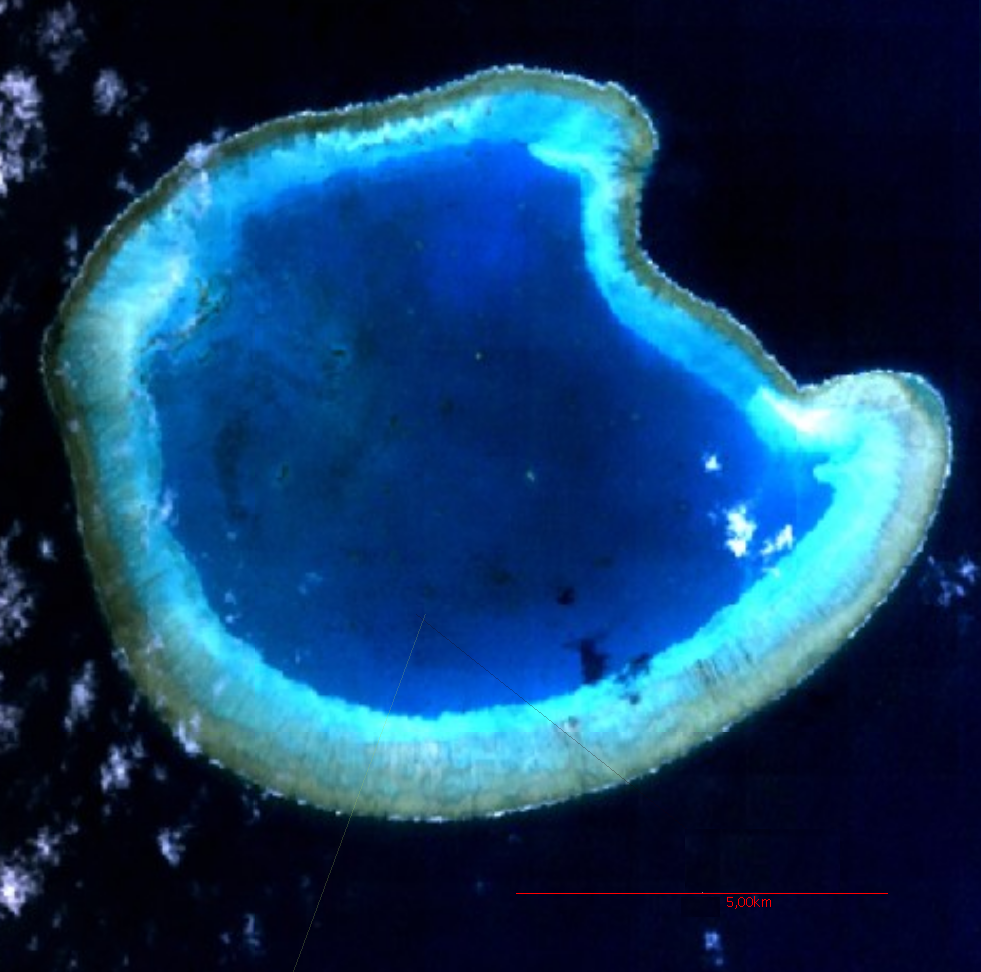
Bassas da India
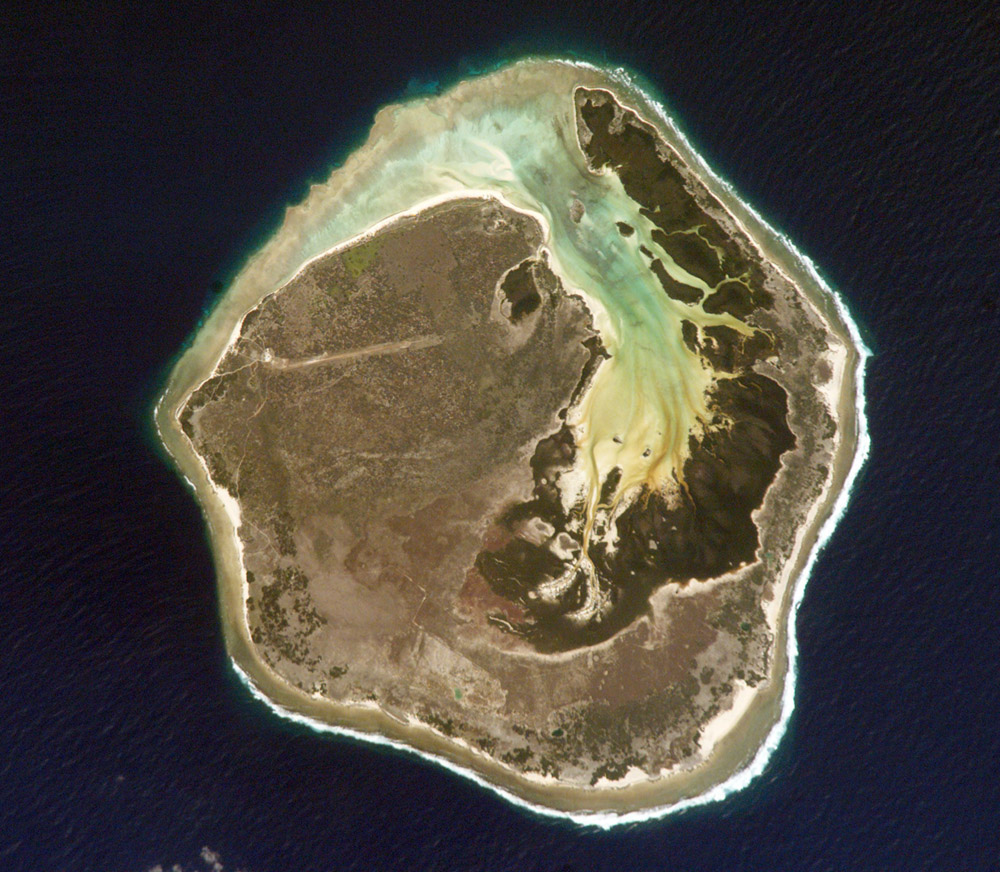
Europa
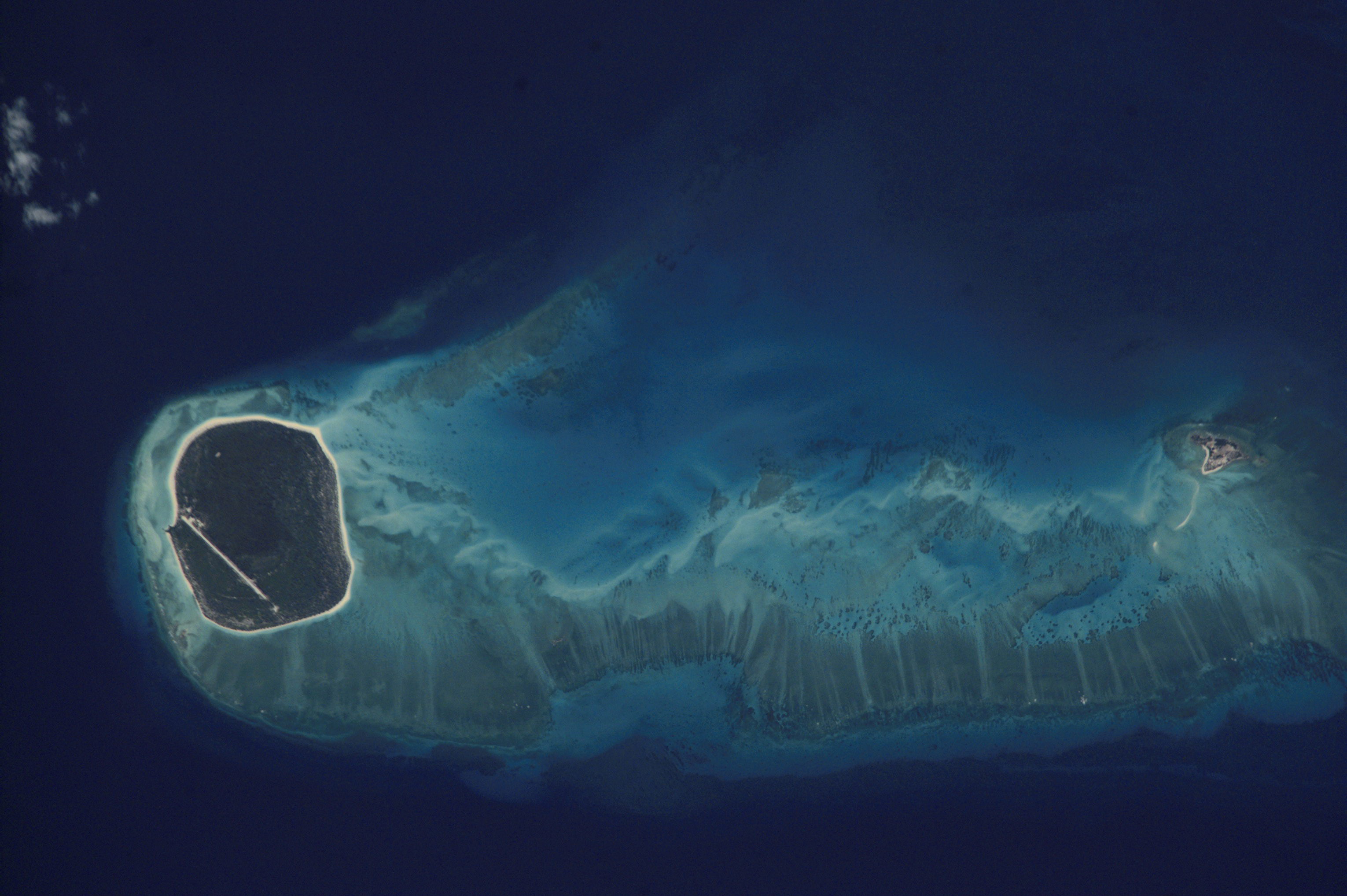
Glorieuses
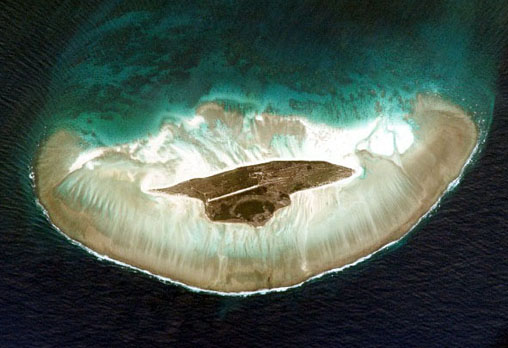
Île Juan de Nova
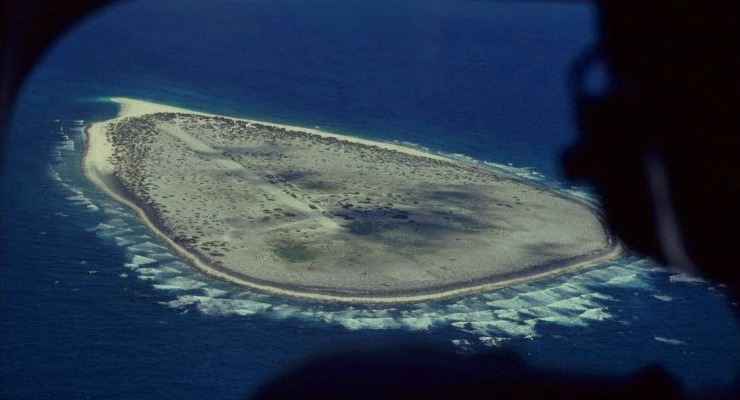
Tromelin

Bien que situées en zone tropicale, les îles Éparses de l'océan Indien : Bassas da India, île Europa, îles Glorieuses, île Juan de Nova situées dans le canal du Mozambique et île Tromelin à l'est de Madagascar ont été intégrées au territoire des Terres australes et antarctiques françaises en application de l'article 14 de la loi no 2007-224 du 21 février 2007 et conformément au 11e alinéa de cet article qui a rendu leur intégration effective dès la promulgation de la loi. Ce rattachement a été justifié par les modalités de gestion de ces îles inhabitées, d'intérêt stratégique, halieutique et scientifique, similaires avec la gestion de celles situées plus au sud dans l'Océan Indien.
Les îles Éparses de l'océan Indien constituent depuis lors le cinquième district des TAAF. Le chef de district est basé à Saint-Pierre-de-la-Réunion. Auparavant, les îles Éparses de l'océan Indien étaient administrées séparément au nom de l'État par l'administrateur des îles Éparses de l'océan Indien dont la charge était confiée (par nomination du ministère des Outre-mer) au préfet de la Réunion (les îles Éparses de l'océan Indien n'ont jamais fait partie du territoire de la Réunion depuis la création de ce département d'outre-mer) puis à partir de 2005 au préfet des TAAF. Les îles Éparses de l'océan Indien font partie des territoires où la souveraineté française est contestée par trois États voisins : la république de Madagascar qui revendique l'atoll Bassas da India, l'île Europa, les îles Glorieuses et l'île Juan de Nova ; l'Union des Comores qui revendique (outre Mayotte) les îles Glorieuses, et la république de Maurice qui revendique l'île Tromelin.

#### Terre Adélie
Le district de la terre Adélie est constitué d'une portion du continent antarctique. Découverte par Jules Dumont d'Urville en 1840, et son second, Gaston de Roquemaurel   la Terre Adélie est l'unique district antarctique français. Cette portion antarctique est associée aux terres australes en 1949. La souveraineté française n'est pas universellement reconnue sur ce territoire qui est administré dans le cadre du traité sur l'Antarctique. Certains États ne reconnaissent par principe aucune revendication territoriale sur l'Antarctique. Elle abrite la base antarctique Dumont-d'Urville située sur l'île des Pétrels et gérée par l'Institut polaire français Paul-Émile-Victor. La France maintient une présence continue sur la Terre Adélie depuis le 20 janvier 1950, date de la fondation de Port-Martin la première base antarctique française, soit avant la signature (1er décembre 1959) et l'entrée en vigueur (23 juin 1961) du traité sur l'Antarctique.

### Faune et flore

#### Avifaune

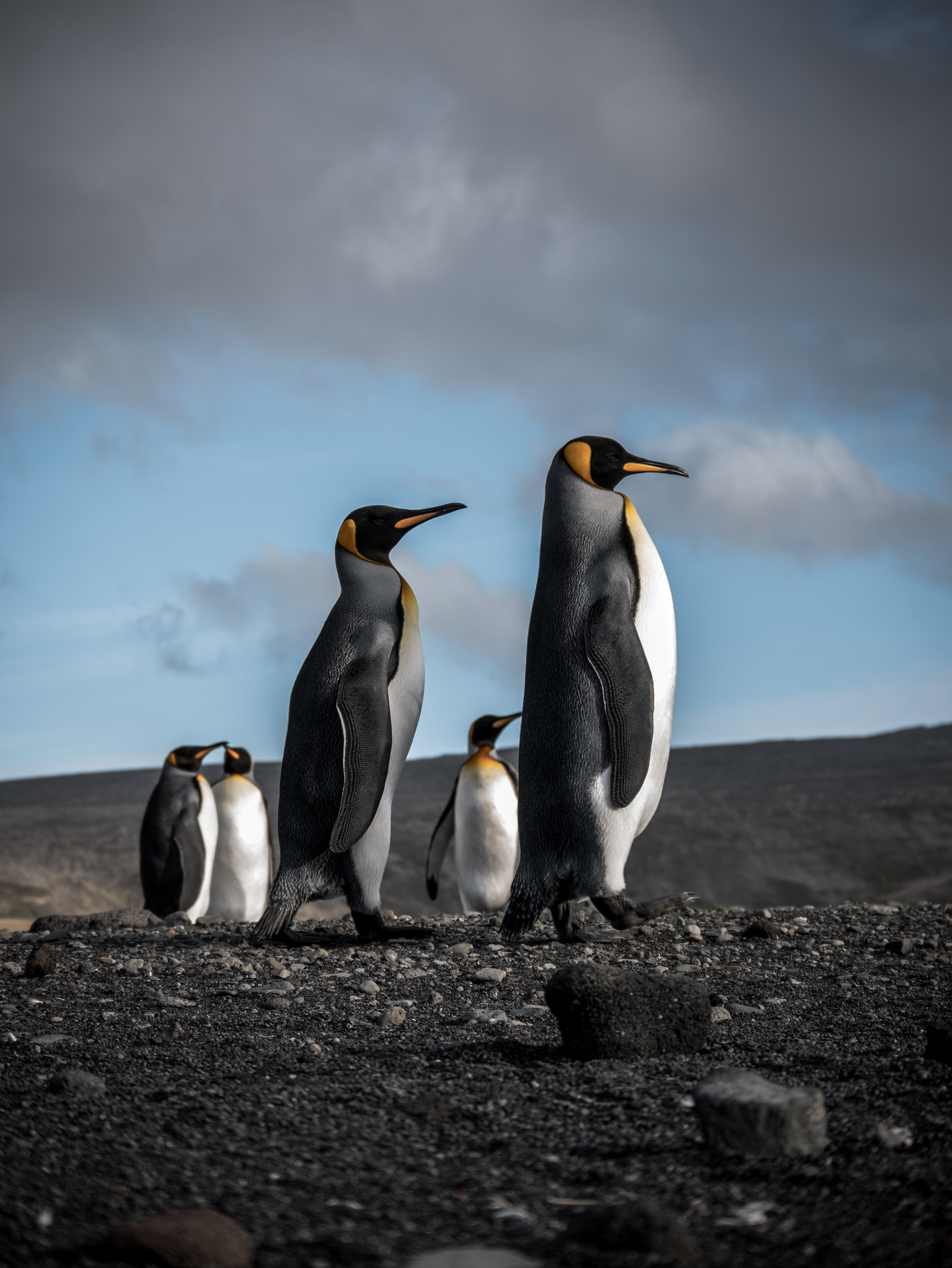
Des manchots royaux en TAAF.

La moitié de la population mondiale de sept espèces ou sous-espèces d'oiseaux marins vit ou survit dans les TAAF. L'archipel Crozet et les îles Kerguelen sont parmi les plus riches du monde en oiseaux avec respectivement 34 et 33 espèces nidificatrices en communauté les plus diversifiées au monde et avec des effectifs atteignant plusieurs millions d'oiseaux (25 millions d'oiseaux nidificateurs rien que pour l'archipel Crozet). Le record de biomasse d'oiseau y a été établi : on y compte soixante tonnes d'oiseaux au kilomètre carré.
Les manchots sont les plus connus et les plus nombreux. Quatre espèces dominent : le manchot royal, le manchot papou, le gorfou sauteur et le gorfou doré (ou macaroni) en colonies de dizaines voire centaines de milliers d'individus.
Au moins huit espèces d'albatros y vivent ainsi que 25 espèces de pétrels, des cormorans, skuas, goélands, sternes, damiers du Cap, etc. dont deux espèces moins dépendantes de la mer : les chionis et les canards d'Eaton (endémique). D'Amsterdam dépend la plus grande population d'Albatros à nez jaune de l'océan Indien au monde ainsi que la seule population d'albatros d'Amsterdam, espèce endémique au bord de l'extinction (cf. liste rouge de l'UICN) et dont les quarante derniers couples ne se reproduisent que sur le plateau des Tourbières à une altitude de 600 mètres. Diverses sous-espèces sont endémiques à ces îles comme le cormoran des Kerguelen.

#### Mammifères marins

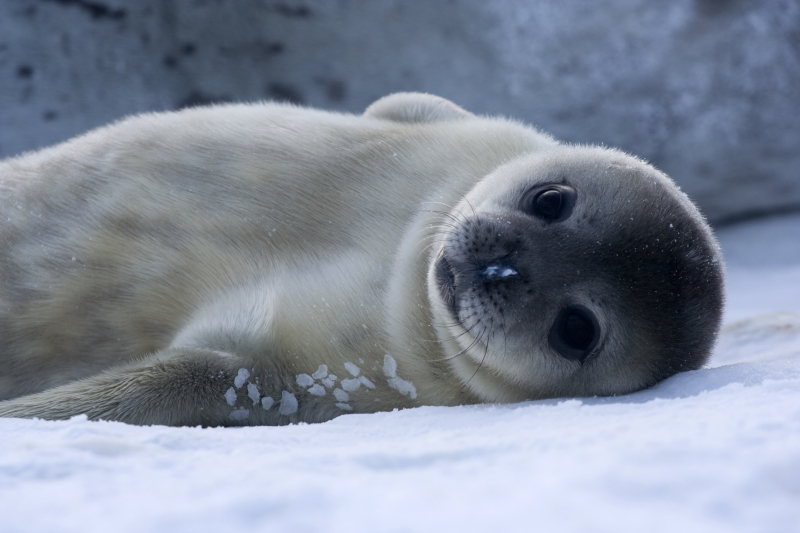
Un blanchon de Weddell, en terre Adélie.

Trois espèces de pinnipèdes — éléphant de mer, otarie de Kerguelen, otarie d'Amsterdam — se reproduisent sur ces côtes. Elles ont été jusqu'à la fin du XIXe siècle poursuivies par les chasseurs, sans pourtant disparaître, ce qui a permis la reconstitution de certaines populations depuis leur protection. 400 000 éléphants de mer se reproduisent maintenant annuellement dans les îles Kerguelen. Le nombre des otaries d'Amsterdam est remonté à 40 000 à 50 000 alors qu'elles avaient presque disparu (moins d'une centaine lors du comptage de 1956).
Neuf espèces de cétacés sont encore observées autour de les îles Kerguelen, dont le dauphin de Commerson (sous-espèce endémique encore commune dans la région). Dans l'archipel Crozet, dans les îles Kerguelen et à Amsterdam, de nombreux orques chassent les jeunes éléphants de mer, les otaries et les bancs de poissons.

#### Poissons

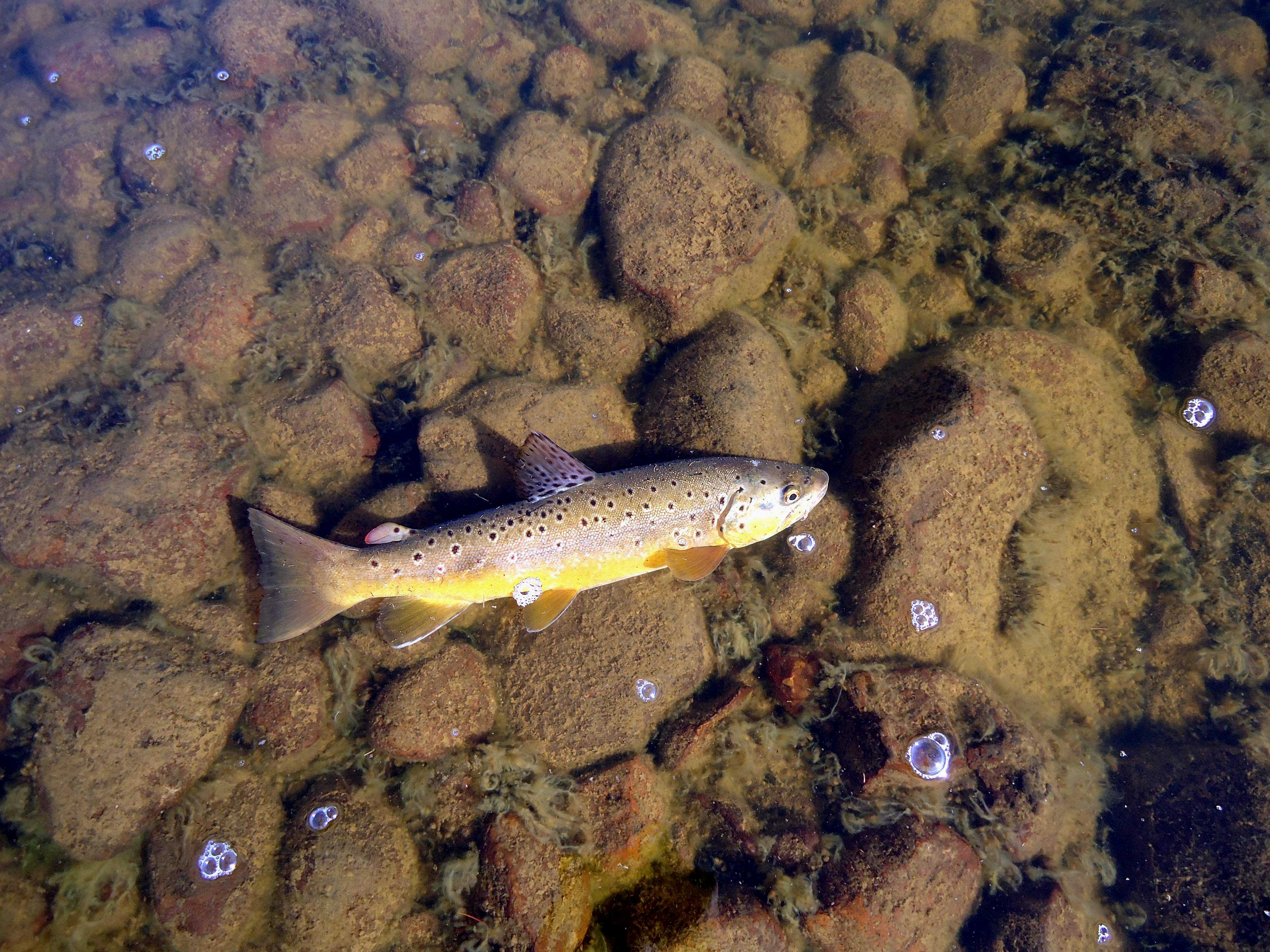
Un omble chevalier dans le lac de Port-aux-Français, dans les îles Kerguelen.

Les stocks halieutiques y sont parmi les moins surexploités dans le monde mais une pêche illégale s'est développée, notamment de la légine australe, poisson prédateur des profondeurs qui peut atteindre deux mètres de longueur, à haute valeur commerciale, pêché à la palangre qui a aussi un impact majeur sur les albatros et grands pétrels en fort déclin dans ces régions (deux tiers de la population ont disparu pour certaines espèces).
Outre la légine présente dans les îles Kerguelen et dans l'archipel Crozet, la langouste est abondante à Saint-Paul et Amsterdam.

#### Flore
La flore des terres australes et antarctiques françaises est composée d'une végétation rase et naine, généralement classée dans la catégorie des toundras pour les îles Crozet et Kerguelen. L'île Amsterdam est la seule île subantarctique à posséder un arbuste ligneux : Phylica arborea. La diversité est très faible compte tenu de leur éloignement de toute terre.
Les espèces végétales introduites sur les archipels, volontairement ou non, prolifèrent au détriment des espèces locales. Les plantes locales sont également menacées par le piétinement et l'abroutissement exercés par les espèces de mammifères introduits comme les lapins, les rats ou les rennes.

#### Menaces et protection de l'environnement
Les communautés terrestres des îles australes sont relativement pauvres et parfois dégradées mais l'endémisme y est élevé : 90 % des invertébrés de l'archipel Crozet ne vivent que sur les îles subantarctiques de l'océan Indien et 55 % ne sont présents que sur cet archipel. Ces écosystèmes jouent le rôle de « baromètres » du réchauffement climatique et de l'amincissement de la couche d'ozone.
La surpêche et les modifications climatiques sont les premières menaces. Les oiseaux souffrent des prises accidentelles (pêche à la palangre), de la concurrence par la surpêche et d'espèces introduites dans certaines îles (chats et rats notamment) alors que le réchauffement risque d'éloigner de plusieurs centaines de kilomètres vers le sud les proies du manchot royal et de nombreuses espèces. L'utilisation de casiers plutôt que de palangres pourrait diminuer l'impact écologique de cette pêche.[réf. nécessaire]
Face à ces menaces, un long combat a été mené pendant quarante ans par les scientifiques pour convaincre les décideurs et les agents sur place de la nécessité de protéger au maximum les territoires, les eaux territoriales et la biodiversité des districts des îles Kerguelen, de l'archipel Crozet et de Saint-Paul et Nouvelle-Amsterdam: il a abouti, en octobre 2006, à la création de la réserve naturelle nationale des Terres australes françaises qui englobe l'ensemble des terres émergées, soit 7 668 km2 et une zone maritime de 665 969 km2 soit bien plus que la superficie de la France métropolitaine. Cela en fait l'une des aires marines protégées les plus étendues du monde et la plus grande réserve halieutique de la planète.
Ainsi, la France a mis en place une surveillance satellitaire avec sur place la marine nationale (sur la ZEE française), en coopération avec l'Australie et l'Afrique du Sud. Afin de veiller au respect des prescriptions techniques et environnementales, des contrôleurs indépendants assermentés sont présents à bord des bateaux légaux pour vérifier le respect des quotas de pêche (arrêté du préfet des TAAF sur avis du Muséum national d'histoire naturelle) : ce sont les « observateurs de pêche » (OBSPEC) qui contrôlent la pêche des thonidés et les « contrôleurs de pêche » (COPEC) qui encadrent la pêche australe. La marine nationale française assure également des patrouilles : en dix ans, d'octobre 1997 à décembre 2007, une dizaine de navires illégaux ont été arraisonnés.
Le Muséum national d'histoire naturelle (MNHN) joue le rôle de conseiller scientifique de la collectivité, que cela soit pour la détermination des TAC (« totaux admissibles de captures ») en s'appuyant sur des modèles statistiques, ou pour conseiller de nouvelles prescriptions environnementales. Pour l'aider dans cette fonction et fournir des données, les observateurs et contrôleurs de pêche sont également chargés de l'observation scientifique, et sont les informateurs du Muséum.

## Histoire

### Le temps des découvertes
Les Terres australes et antarctiques française (TAAF) sont découvertes à partir du XVIe siècle dans le contexte de l’exploration de la route des Indes, initiée par les Portugais puis amplifiée par les autres puissances européennes, notamment les Britanniques, les Français et les Hollandais.

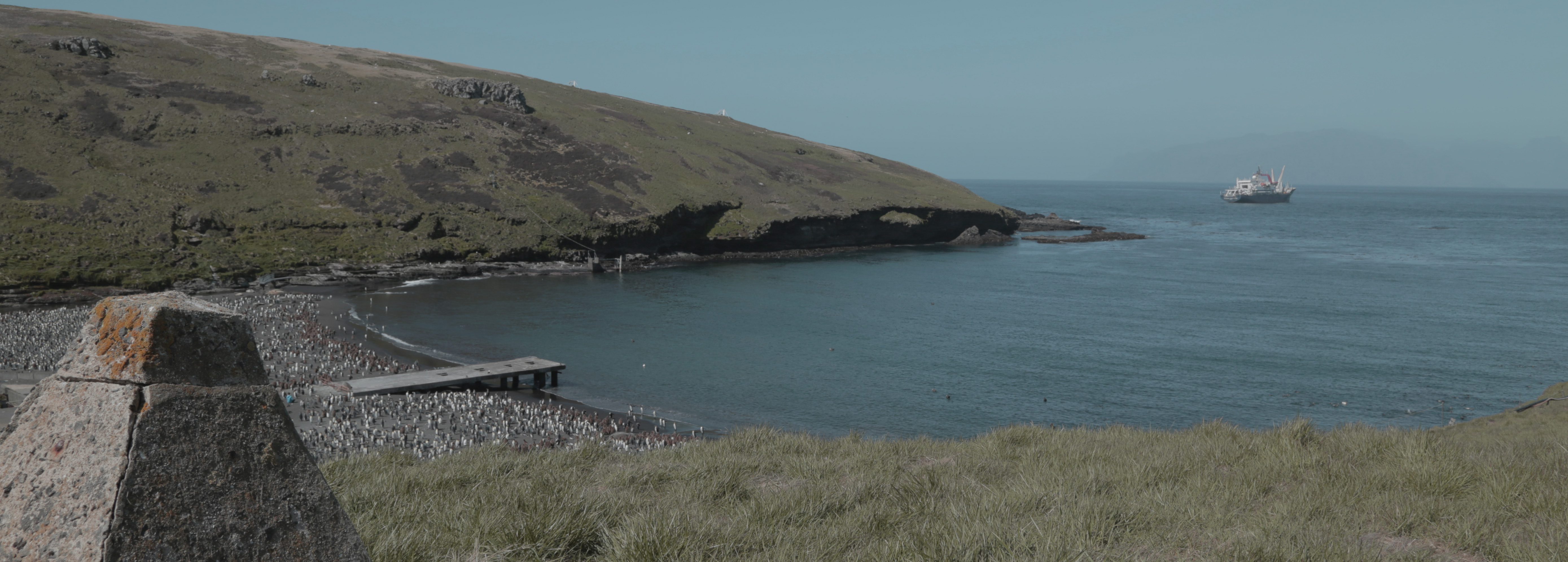
Borne de possession de l'Aviso Bougainville sur l'Île Crozet.

Pour les Terres australes, Saint-Paul et Amsterdam sont découvertes par les Portugais en 1522 et 1559. L’Archipel Crozet, constitué de cinq îles volcaniques, est découvert en 1772 par les Français, Marc-Joseph Marion Dufresne et Julien Crozet et, la même année, le Français Yves-Joseph de Kerguelen, découvre l’archipel Kerguelen.
Les îles Éparses sont découvertes principalement par les Portugais et les Français, lors de voyages en direction des Indes. Les îles Glorieuses sont identifiées par des navigateurs dès le XVIe siècle, et c’est Hippolyte Caltaux qui nomme l’île en 1879, quand il accoste sur cet îlot. L’île de Juan de Nova, la plus marquée par l’occupation humaine, découverte en 1501, est baptisée du nom de l’amiral portugais, au service du roi Manuel I. Mais trop exiguë, les puissances coloniales s’en désintéressent, laissant la possibilité aux pirates de l’habiter plusieurs années. Autre découverte portugaise sur l’itinéraire de la route des Indes, l’Atoll Basas Da India, longtemps un obstacle aux navigateurs, garde encore les traces de centaines de naufrage, dont celui de la nef portugaise Santiago. L'île Europa, connue depuis le XVIe siècle, doit attendre 1774 pour qu’un navire britannique, nommé Europa, la baptise du nom de leur vaisseau.
L’île Tromelin, tristement connue pour son histoire des esclaves oubliés en 1761, a été découverte le 11 août 1722 par Briand de La Feuillée, capitaine du vaisseau La Diane de la Compagnie des Indes en route de Saint Paul (Réunion) en direction des Indes.
En 1840, le Français, Jules Dumont d’Urville accoste en terre Adélie, en Antarctique, dont le centre est le pôle sud géographique.

### Les tentatives d'exploitations économiques

#### La pêche
Au XIXe siècle et au début du XXe siècle, de nombreux navires et marins, surtout britanniques et américains, viennent pêcher la baleine et chasser les éléphants de mer et les phoques. Si la pêche à la baleine est prestigieuse, elle est surtout nécessaire pour répondre aux besoins de la société industrielle naissante en Europe et en Amérique. L’histoire industrielle a en partie commencé grâce à la farine de baleine pour faire de l’engrais, à la graisse de baleine pour le fonctionnement des machines dans les usines et l’huile destinée à l’éclairage public dans les villes.

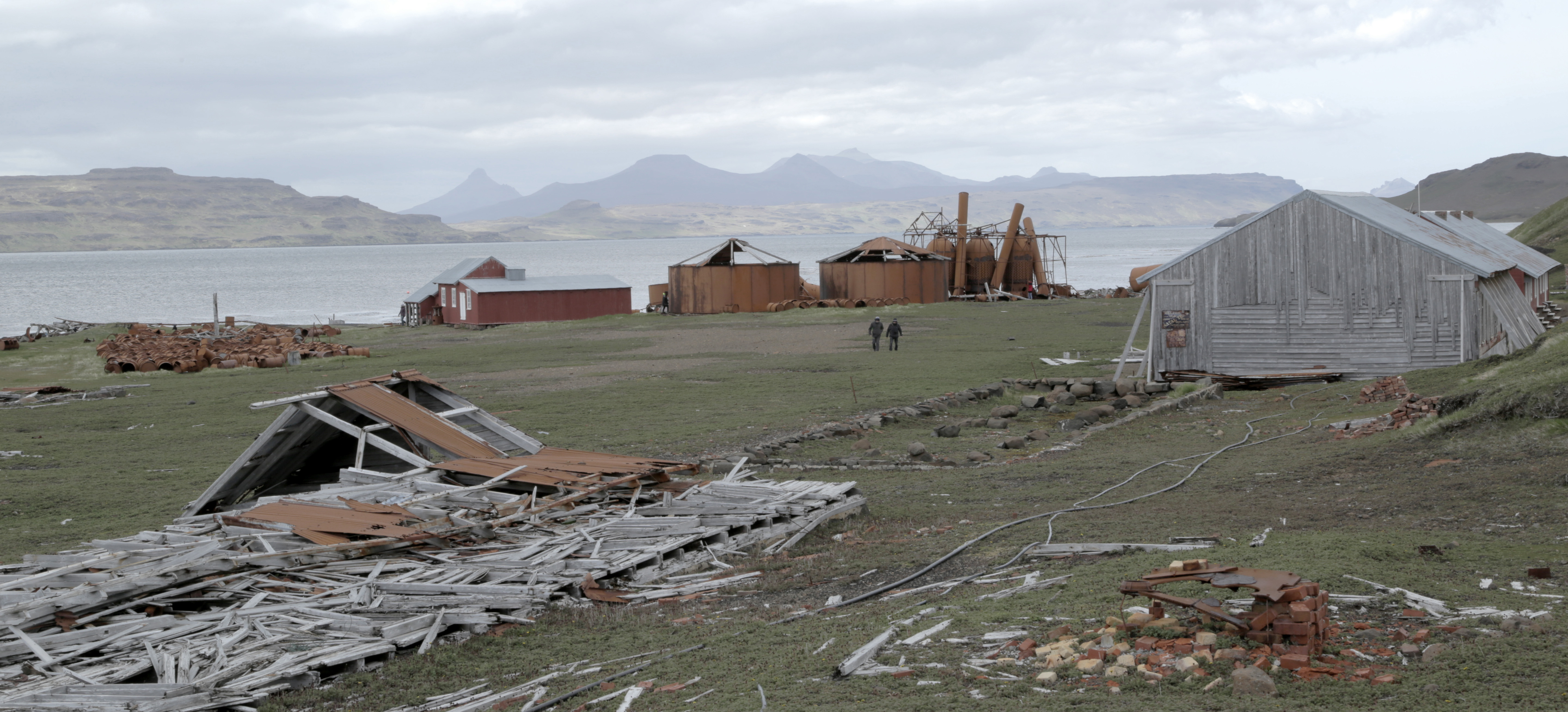
Les vestige de Port Jeanne d'Arc en 2014.

En 1893, une usine baleinière, pour produire de l’huile, est installée sur le site du Port Jeanne d’Arc à Kerguelen par les frères Bossière du Havre, à la suite de l’obtention, pour 50 ans, de la concession des îles Kerguelen par l’État français. En 1922 l’usine ferme. L’activité baleinière n’est plus rentable depuis 1911, le nombre de baleines a très largement diminué, de plus, la chasse aux éléphants de mer permet également la production d’huile, et le pétrole tend à remplacer ces huiles. L’arrivée des navires usines, traitant les baleines à bord, met définitivement fin à cette tentative.
La conserverie de langouste à Saint-Paul, lancée en 1928 a connu le même sort. L’épisode des Oubliés de l'île Saint-Paul témoigne de la difficulté de développer des activités dans ces territoires. La conserverie est abandonnée en 1931.
Des expéditions soviétiques de « chalutiers à grandes antennes » mènent des missions exploratoires dans les eaux des Kerguelen au début des années 1970 et y découvrent d'importants stocks de colin de Kerguelen (Notothenia rossii). La flotte de pêche soviétique, la seconde en importance au niveau mondial à cette époque, exploite tout d'abord cette ressource puis se tourne vers la pêche du poisson des glaces (Champsocephalus gunnari) et du colin austral (Lepidonotothen squamifrons). Ceci conduit à une surexploitation de ces trois espèces induisant une forte diminution des prises. La France définit une ZEE afin de mieux contrôler la pêche. La pêche de ces trois espèces est interdite aux Kerguelen dans les années 1990 mais des études menées dans les années 2000 ne montrent pas de récupération des stocks.
Aujourd’hui, la pêche perdure, mais elle n’est réservée qu’aux bateaux ayant une licence acquise auprès du siège administratif des TAAF, à Saint-Pierre de la Réunion, pour pêcher le légine, le thon, ou la langouste. La pêche y est strictement contrôlée pour permettre une exploitation durable des ressources de la mer.

#### L'exploitation des ressources naturelles terrestres
Différentes initiatives d'exploitations des îles Éparses et des Terres australes ont vu le jour.
La tentative d’élevage de moutons aux îles Kerguelen, entre 1912 et 1913, par les Français Pierre Decouz et Valérien Culet est brève.
Les îles Éparses, au départ, sont repérées pour l’exploitation de ressources naturelles comme le guano, le coprah, le phosphate et les cocotiers. Elles attirent nombre de commerçants et d’aventuriers y voyant une occasion de s'enrichir. L'histoire offre plusieurs exemples de tentatives, mais toutes ont été abandonnées. Dès 1885, une cocoteraie est exploitée par Hippolyte Caltaux sur les Îles Glorieuses. Elle le sera jusqu'en 1958 par les Seychellois et aujourd’hui abandonnée. Autre exemple, sur Juan de Nova : l’exploitation du guano et du phosphate commence au début du XXe siècle. Une usine de traitement du guano permet l’exportation de 53 000 tonnes en 1923, puis la SOFIM (Société française des îles Malgaches) employant Seychellois et Mauriciens, active jusque 1968, est dissoute à la suite de l’effondrement du cours boursier du guano.
Il y eut également la tentative d’implantation de colons venus de Tuléar (localité de Madagascar alors colonie française) en 1860 pour ramasser des œufs d’oiseaux et de tortues. Ils ont apporté avec eux des poules et des chèvres, seules les chèvres sont restées à l’état sauvage. D’autres initiatives ont suivi, mais faute d’eau douce, elles ont toutes échoué.
Le difficile accès, les conditions météorologiques et les contraintes naturelles expliquent en grande partie ces échecs.

#### Le développement de la recherche scientifique
De nombreuses expéditions scientifiques ont été menées.
La découverte de la terre Adélie, en 1840, ouvre la voie aux explorations scientifiques polaires. Une première base, Port-Martin, y est construite en 1950 mais disparaît dans un incendie en 1952. Une nouvelle base est ouverte en 1956 à l'occasion de la préparation de l’Année géophysique internationale de 1957. Elle est baptisée Dumont d’Urville, en l’honneur du découvreur des lieux. Proche du pôle sud magnétique, cette base est un lieu privilégié pour la recherche géophysique.
Les îles Kerguelen offrent des conditions idéales pour les observations solaires et astronomiques. Ainsi, en 1874, à l'occasion du passage de Vénus devant le soleil, plusieurs expéditions ont été envoyées dans les îles : des Anglais se trouvaient à Kerguelen dans la Baie de l'Observatoire où une mission archéologique a relevé des traces de leur passage en 2006. Des scientifiques français ont exploré le transit à Saint-Paul. En souvenir de leur passage, ils ont laissé une pierre gravée.
Sur les îles éparses, de nombreuses stations météorologiques sont implantées à la demande de l’Organisation météorologique mondiale. La France décide en 1950 d’implanter des stations météorologiques sur ces îles placées stratégiquement sur la trajectoire des cyclones tropicaux du sud-ouest de l’océan Indien.
Les TAAF sont des terres de recherche scientifique et disposent de nombreuses bases.

### L'assise de la souveraineté française et la création des TAAF
Face aux appétits des puissances européennes, l’État français accélère dès la fin du XIXe siècle l’affirmation de sa souveraineté, d’abord sur les terres australes puis sur les îles éparses. L’ensemble de ces terres procure à la France une zone économique exclusive (ZEE) de plus de 2 200 000 km2 riches en ressources marines, qui contribue à lui donner la deuxième emprise maritime au monde après celle des États-Unis.
La découverte de l’archipel Crozet en 1772 par Marc Joseph Marion du Fresne s'est faite au nom du roi de France. Pour éviter de quelconques prétentions territoriales, Sadi Carnot, alors président de la IIIe République française, envoie des navires sur les îles Saint-Paul et Amsterdam pour confirmer la possession française en 1892, puis en 1893 c’est au tour des Îles Kerguelen.
Le décret du 21 novembre 1924 rattache les Terres australes au Gouvernement général de France à Madagascar, alors colonie française. Il est abrogé par la loi no 55-1052 du 6 août 1955 qui érige les TAAF en territoire d’outre-mer jouissant d’une autonomie administrative et financière. La terre Adélie s'y rajoute.
En 2000 le siège des TAAF est basé à Saint-Pierre de la Réunion.
Depuis la révision constitutionnelle du 28 mars 2003, les TAAF sont mentionnées dans la constitution de la République française à l'article 72-3 et une modification du 25 juillet 2008 détermine le régime législatif des TAAF, son statut est celui de territoire d'outre mer.
Le décret no 2006-1211 du 3 octobre 2006 a créé la réserve nationale des Terres australes françaises.
Les îles Éparses, quant à elles, sont progressivement intégrées à l’Empire colonial français notamment en 1930 pour les Îles Glorieuses. Mais le mouvement d’indépendance malgache en 1960 conduit à modifier le cadre juridique des Îles Éparses qui sont désormais placées sous l’autorité du ministère de l’outre-mer par le décret no 60-555 du 1er avril 1960. S'ajoute la loi no 2007-224 du 21 février 2007 qui fait de ces îles le cinquième district des TAAF. En 2012, le parc naturel marin des Glorieuses voit le jour. Malgré la souveraineté française sur ces territoires, les îles Éparses restent réclamées par Madagascar, les Comores ou Maurice. Toutefois l’accord intervenu en octobre 2024, sur la restitution à l’île Maurice des îles Chagos par la Grande-Bretagne, au cœur de l’océan Indien, abritant notamment la base américaine de Diego Garcia, a relancé le débat à Madagascar.
Depuis le 5 juillet 2019, les Terres australes françaises sont inscrites au patrimoine mondial de l’UNESCO (les Îles Éparses et la terre Adélie n’y sont pas inscrites).

### Campagnes archéologiques des TAAF
Les fouilles archéologiques dans les TAAF ont pour but de connaître le passé et d'écrire l'histoire de l'occupation humaine de ces territoires : c'est un enjeu majeur de la gestion du patrimoine historique. Pour cela, les TAAF sont dotées depuis 1993 d’une « mission pour le patrimoine historique ». Plusieurs campagnes archéologiques lancées sur différents districts ont mis au jour des vestiges industriels, un patrimoine scientifique et technique et des lieux témoins de la vie et de la mort de naufragés ou de travailleurs aux conditions pénibles.
Les premières missions, entre 1993 et 1996, dirigées par Jean-François Le Mouël sont réalisées sur un site de naufragés (1826-1827) à pointe Charlotte sur la péninsule Courbet aux îles Kerguelen, et à la maison dite « Heurtin » sur l'île de la Nouvelle-Amsterdam du nom de la famille qui s'installe sur l'île avec quelques ouvriers agricoles en 1870 pour tenter des cultures et de l'élevage.
En 2006, deux autres missions dirigées par J.-F. Le Mouël visent le sauvetage du fondoir à graisse sur l'île de la Possession dans l'archipel Crozet (« opération Obélix ») et la fouille du site de la Baie de l’Observation à Kerguelen, où se trouvent les vestiges de stations scientifiques installées par les Anglais (1874-1875), les Allemands (1901-1905) et les Français (1908-1909 et 1912-1913) (« mission ArchaeObs ») .

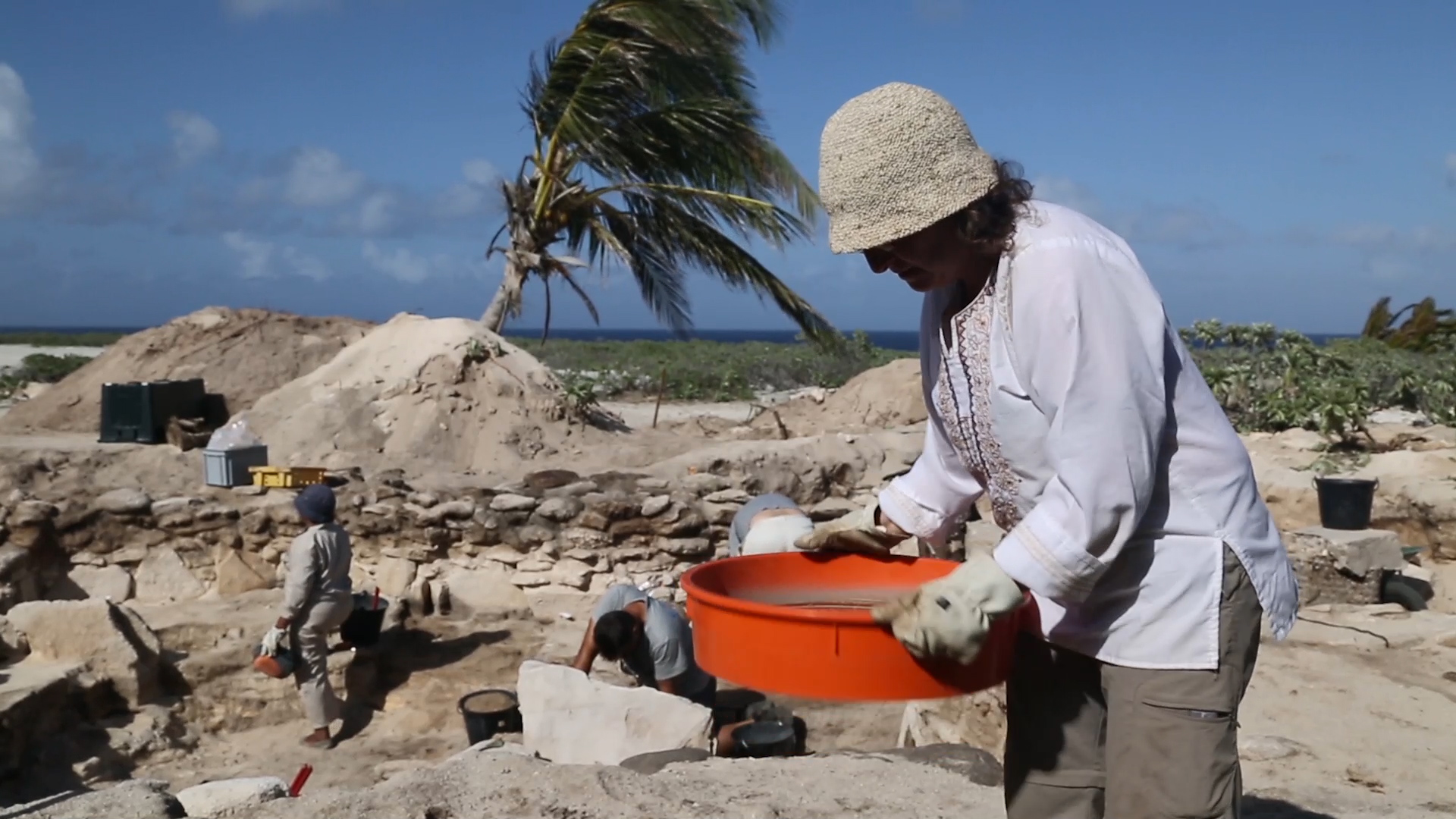
Les archéologues sur le site de fouilles des naufragés à Tromelin en 2013.

Enfin, entre 2006 et 2013, quatre campagnes menées par le Groupe de recherche en archéologie navales (GRAN) et l'Institut national de recherche archéologique préventive (INRAP), permettent de faire des fouilles sur l’île Tromelin (journaux des fouilles,), en particulier sur le site où vécurent des esclaves abandonnés pendant 15 ans à la suite du naufrage de l’Utile en 1761. L'entretien des sites est difficile et coûteux du fait de l'éloignement des îles : la sauvegarde passe donc par la numérisation 3D. En 2010, l'ancienne station baleinière de Port Jeanne d’Arc aux Kerguelen est numérisée, et en 2017 c'est le tour des vestiges d'une exploitation de guano à Juan de Nova, dans les îles Éparses.
Plusieurs documentaires réalisés par Lauren Ransan retracent ces campagnes de recherches archéologiques et de sensibilisation au patrimoine historique des TAAF : 1000 heures à Tromelin sur l'ultime mission archéologique sur l'île Tromelin, Murmures dans les rugissants et Terres Extrêmes sur les îles subantarctiques Crozet, Kerguelen et Amsterdam.

## Politique

### Administration

Logo des TAAF.

Créées en tant que territoire d'outre-mer (TOM) par la loi du 6 août 1955, les TAAF sont dotées de la personnalité juridique et de l'autonomie administrative et financière. Elles sont en outre, depuis la révision constitutionnelle du 28 mars 2003, mentionnées explicitement à l'article 72-3 de la Constitution de la République française. Avant 1955, les Terres australes et antarctiques françaises n'existent pas en tant qu'entité territoriale distincte. Les îles australes (archipel Crozet, îles Kerguelen, îles Saint-Paul et Nouvelle-Amsterdam) sont rattachées à partir de 1924 à l'administration du Gouvernement général de la France à Madagascar et les îles Éparses dépendent de Tamatave. En 1949, la terre Adélie y est ajoutée et l'ensemble forme alors un district de la province de Tamatave.
Les TAAF sont placées sous l'autorité d'un préfet, administrateur supérieur des Terres australes et antarctiques françaises. L’administrateur supérieur est dépositaire de l’autorité de l’État dans la collectivité des Terres australes et antarctiques françaises. Il a rang de préfet (depuis 2003). Il y représente le Gouvernement, dont il met en œuvre, sous l’autorité du ministre chargé de l’outre-mer, les politiques dans le territoire. Le préfet administrateur supérieur a la charge des intérêts nationaux et du respect des lois. Il assure l’ordre public, la sécurité et la protection des personnes dans les territoires de la collectivité des TAAF. Il veille à l’exécution des lois, des engagements internationaux, des règlements et des décisions gouvernementales. L’administrateur supérieur exerce les fonctions de chef du territoire. Il veille sur les intérêts généraux du territoire. Il organise les services territoriaux dont il est le chef hiérarchique. Il prend les mesures propres à assurer le développement des districts. Il prend tous actes réglementaires qui relèvent de sa compétence de chef du territoire aux termes des lois et règlements. Le préfet administrateur supérieur bénéficie d’une délégation du préfet de La Réunion (Délégué du Gouvernement) pour certaines compétences de l’action de l’état en mer sur les zones économiques et eaux territoriales des TAAF. Le décret no 2006-1211 du 3 octobre 2006 portant création de la Réserve naturelle nationale des Terres australes françaises, fait également du préfet, administrateur supérieur des TAAF, le gestionnaire de la Réserve. Le décret lui donne en ce domaine des compétences très étendues, et lui permet de s’appuyer sur l’avis d’un comité consultatif et d’un conseil scientifique de la réserve.
Le siège administratif se trouvait initialement à Paris. Il a été installé en 2000 à Saint-Pierre, à La Réunion. Le rez-de-chaussée abrite des expositions et est périodiquement ouvert à la visite,. Le préfet, administrateur supérieur des TAAF représente le territoire en justice, sauf en cas de litige entre le territoire et l'État.
L'administrateur supérieur est assisté d'un Conseil consultatif de 13 membres, représentant différents départements ministériels (outre-mer, défense, recherche, pêche, environnement, affaires étrangères). En cas de litige judiciaire entre l'État et le Territoire, le territoire est représenté en justice par le président du Conseil consultatif. L'administrateur supérieur des Terres australes et antarctiques françaises gère également la zone économique exclusive très étendue que confère la souveraineté française sur ces îles de l'océan Indien. Il est en responsable du registre maritime des Terres australes et antarctiques françaises, semble-t-il en sa qualité de représentant du territoire. 
L'administrateur supérieur est représenté dans chacun des districts par un « chef de district » qu'il désigne pour une période allant de trois mois à un an. Les chefs de district peuvent avoir le statut de fonctionnaire, de militaire ou d’agent contractuel de la fonction publique. Ils deviennent responsables de domaines aussi variés que la gestion de l'environnement, la sécurité des biens et des personnes, la logistique, etc. par délégation de pouvoir de l'administrateur supérieur. Ils sont également officiers de police judiciaire et remplissent les fonctions d'officier d'état civil. Le poste de chef de district des îles Éparses ne fait pas l'objet d'un appel à candidature car il est pourvu par le secrétaire général de l'administration des TAAF. Les chefs de district sont recrutés en fin d'année pour une prise de poste en août de l'année suivante. 
| Collectivité                                | Préfet                    |
| ------------------------------------------- | ------------------------- |
| Terres australes et antarctiques françaises | Florence Jeanblanc-Risler |
| District                                    | Chef de district          |
| Archipel Crozet                             | Yann Boulay               |
| Îles Kerguelen                              | Damien Blanchet           |
| Îles Saint-Paul et Nouvelle-Amsterdam       | Fabienne Bonnefoy         |
| Îles Éparses de l'océan Indien (*)          | Amélie Puccinelli         |
| terre Adélie (*)                            | Pierre Bascelli           |

### Statut
Le traité sur l'Antarctique (Washington, 1959) établit un gel des prétentions territoriales en Antarctique. Ainsi, la France exerce sa souveraineté sur la Terre Adélie même si certains États refusent par principe toute appropriation territoriale de l'Antarctique.
Par ailleurs, lors de la 43e session du Comité du patrimoine mondial à Bakou, le périmètre de la Réserve naturelle nationale des Terres australes françaises (couvrant les archipels subantarctiques des trois districts non contestés dans l'océan Indien) a été classée sur la Liste du Patrimoine mondial.

### Relations avec l'Union européenne
Les Terres australes et antarctiques françaises (TAAF) sont reconnues par l’Union européenne (UE) en tant que pays et territoire d'outre-mer (PTOM). Le régime juridique des PTOM est défini aux articles 198 et suivants du Traité sur le fonctionnement de l’Union européenne (annexe 2). Les PTOM, dont le statut a été créé par le traité de Rome en 1957, ne font pas partie de l’Union européenne et ne sont pas membres de l’espace Schengen bien qu’ils dépendent de pays en faisant partie.
Les PTOM bénéficient d’un statut d’associés aux États membres et ils relèvent constitutionnellement de trois des États membres de l’Union européenne : le Danemark, la France et les Pays-Bas.
Le but principal de cette association est de contribuer au développement durable de ces territoires, basé sur les trois piliers : économique, social et environnemental. Le droit dérivé communautaire ne s’applique pas directement aux PTOM, mais ils peuvent bénéficier du Fonds européen de développement (FED) ainsi que des programmes horizontaux de l’Union européenne. Bien que la législation européenne ne s’y applique pas, leurs citoyens nationaux disposent de la citoyenneté européenne et participent aux élections des représentants de leur pays au Parlement européen.

### Armoiries
Les armoiries des TAAF se blasonnent ainsi : écu écartelé, au premier d'azur au chou de Kerguelen d'argent ; au deuxième d'or à la langouste de sable posée en pal ; au troisième d'or à la tête et au col de manchot royal de sable ; au quatrième d'azur à l'iceberg d'argent. L'écu est timbré d'un arc-en-ciel d'or chargé à la partie supérieure de trois étoiles du même et portant les mots de sable « Terres australes et antarctiques françaises », le tout brochant sur deux ancres d'argent, placées l'une en bande et l'autre en barre. Les supports sont deux éléphants de mer d'argent. Ces armoiries ont été créées par l'héraldiste Suzanne Gauthier, dans les années 1950, sur les indications de M. Richert, administrateur des Taaf de 1955 à 1959.

## Économie

### Devise
La monnaie officielle des TAAF est l'euro. Le franc français était utilisé avant 1999.

### Ressources halieutiques
La pêche est la seule activité économique significative qui a pu s'implanter durablement dans les TAAF. L'intérêt de ces territoires réside dans leur immense zone maritime et en particulier la zone économique exclusive (ZEE). Une extension importante du plateau continental juridique semble possible au-delà de la ZEE, conformément à l'article 76 de la Convention des Nations unies sur le droit de la mer.
L'ordonnance no 2010-462 du 6 mai 2010 crée un livre IX du code rural, relatif à la pêche maritime et a l'aquaculture marine. Une section du livre IX de ce code, aujourd'hui devenu le code rural et de la pêche maritime, détaille les compétences de l’administrateur supérieur :
- élaborer la règlementation de pêche dans les TAAF ;
- délivrer les autorisations de pêche ;
- déterminer les prescriptions techniques et les dates de campagne ;
- fixer les totaux admissibles de capture (TAC) et leur répartition en quotas ;
- définir les missions des Observateurs de Pêche.

Quatre pêcheries sont gérées par les TAAF :
- la légine australe, la langouste et le poisson des glaces dans les districts austraux ;
- les thonidés dans les Éparses.

#### Dans les districts austraux
Ces données fondamentales induisent les caractéristiques spécifiques (nature, environnement, géopolitique, économie) de ces terres placées sous responsabilité française. La zone économique exclusive est riche de poissons recherchés. On y pêche notamment la légine, très appréciée des Japonais qui la consomment en sashimi. Cependant, la population de cette espèce s'est considérablement réduite dans les autres zones de l'océan Austral.
La gestion des ressources se fait dans le cadre de la Convention sur la conservation de la faune et la flore marines de l'Antarctique signée à Canberra (Australie) en 1980.
Les permis de pêche sont accordés de façon limitée et les périodes de pêche ainsi que le tonnage des prises dans la zone sont sévèrement contrôlés, bien que l'administration autorise des quotas et une période de pêche supérieures aux recommandations, au risque de voir s’épuiser la ressource.
Seuls six armements réunionnais comme la Sapmer ou Cap Bourbon ont actuellement le droit de pêcher dans la zone. L'un d'entre eux appartient à la famille de l'homme politique Jean-Paul Virapoullé.
De fait, les captures illégales se sont développées il y a quelques années dans cette zone très étendue mais isolée et difficilement contrôlable. En 2001, 14 000 t de poissons y ont été pêchées illégalement soit quatre fois plus que ce qui était autorisé. Depuis, aidée par la surveillance par satellite radar du secteur, la Marine nationale, avec le patrouilleur austral Albatros, n'a cessé d'intervenir pour contrôler le trafic dans la zone également empruntée par certains navires de trafiquants et où des cas d'abordage de navires ou de piraterie ont pu être observés dans le passé. Entre 1997 et 2005, vingt-trois navires pêchant illégalement dans la zone ont été arraisonnés. Certains ont été coulés au large de la côte occidentale de la Réunion, d'autres ont été récupérés par les pouvoirs publics et sont désormais employés à la lutte contre la pêche sans permis.
Les anciennes installations de traitement de la pêche de Saint-Paul sont en ruines.

##### La pêche à la langouste - et autres poissons - dans le district de St-Paul et Amsterdam
La langouste de Saint-Paul (Lasus poulensis) est pêchée au casier dans les eaux de Saint-Paul et Amsterdam via un seul navire : L'Austral.
Pour la saison de pêche 2020-2021, les totaux admissibles de capture édictés par arrêté de la collectivité sont de 382 tonnes.
Outre la langouste, trois espèces de poisson sont pêchées dans le district de St-Paul et Amsterdam, quoiqu'avec des TAC très faibles :
- le cabot (polyprion sp.) - TAC de 30 t en 2020-2021
- Le saint-paul (Latris lineata) - TAC de 25 tonnes en 2020-2021
- la rouffe antarctique (Hyperolyphe antarctica) - TAC de 25 t en 2020-2021

##### La pêche au poisson des glaces
Le poisson des glaces (Champsocephalus gunnan) – espèce d'une trentaine de centimètres de long – est pêché dans le ZEE de Kerguelen au chalut pélagique. Cette pêche a été rouverte en 2015.
Comme les autres pêcheries dans les districts austraux, la pratique de cette pêche est encadrée par des TAC ainsi que des prescriptions techniques prises par le préfet, administrateur supérieur des TAAF. Son exploitation économique est cependant difficile ce qui rend cette pêcherie peu attractive: en 2018, malgré un TAC de 3081 tonnes, aucun armement n'a demandé une autorisation de pêche.

#### En Antarctique
La Terre Adélie ne bénéficie pas de zone économique exclusive, ce qui ne permet pas à la France d'assurer la régulation de la pêche au large de ce territoire. Les zones autour du continent antarctique sont gérées par la Commission pour la Conservation de la faune et de la flore marines en Antarctique (CCAMLR).
En accord avec les pays membres, cette commission fixe les prescriptions environnementales et les TAC pour chaque espèce dans chaque zone sous sa responsabilité.

#### Dans le Canal du Mozambique
Trois espèces différentes de thons tropicaux sont pêchées dans les ZEE des îles Éparses :
- l'albacore (Thunnus albacores)
- le thon obèse (Thunnus obesus)
- la bonite à ventre rayé (Katsuwonus pelamis)

L'Organisation régionale de gestion des pêches (ORGP) pour cette pêcherie est la Commission des thons de l'océan Indien (CTOI). Il n'y a pas de TAC au niveau français ou régional pour la pêche aux thonidés.
Les agents embarqués pour contrôler la pêche sont les « observateurs de pêche » (OBSPEC). Leur rôle est fixé par la résolution 11/04 de la CTOI. Tous les navires pêchant dans les ZEE français sont obligés d'accepter l'embarquement à leur bord d'un OBSPEC – celui-ci n'est toutefois pas systématique. La CTOI impose aux États pavillons des navires pêchant des thonidés dans l'Océan Indien un taux d'observation minimal de 5 %. La collectivité des TAAF emploie dix OBSPEC. Contraiement aux contrôleurs des pêches (COPEC) qui embarquent dans les districts austraux, les OBSPEC ne sont pas assermentés devant le tribunal de grande instance et ne sont donc pas aptes à constater une infraction au titre de la police des pêches.

#### La surveillance des pêches
La surveillance des pêches dans les ZEE des TAAF est coordonnée par le Centre national de surveillance des pêches (CNSP) implanté au sein du CROSS A ETEL, sous l'autorité du préfet de La Réunion, délégué du Gouvernement pour l'action de l'État en mer pour la zone. Les quatre missions principales du CROSS sont :
- la coordination des différents moyens de surveillance
- La suivi des flottilles de pêche
- L'exploitation des données de surveillance de la pêche dans les ZEE des TAAF
- L'acquisition de renseignements sur la pêche INN (illicite, non déclarée, non règlementée) via la coopération internationale

Plusieurs navires des TAAF, de la Marine nationale ou des Affaires maritimes assurent conjointement des opérations de surveillances et de police des pêches dans les ZEE des TAAF comme le patrouilleur polaire L'Astrolabe, les frégates de surveillance Nivôse ou Floréal, le patrouilleur Le Malin, le bâtiment de soutien et d'assistance outre-mer (BSAOM) Champlain ou le patrouilleur des Affaires maritimes l'Osiris II.

### Tourisme
À partir de 1994, l'administration des TAAF ouvre les îles australes au tourisme. Il est ainsi possible d'embarquer à bord du Marion Dufresne 2 pour suivre sa rotation logistique à Crozet, Kerguelen et Amsterdam. Le nombre de touristes embarqués se monte généralement à 12 ce qui totalise un peu moins de 50 personnes par an. Le voyage dure 28 jours en moyenne dont 12 à 14 jours de mer pour 9 000 kilomètres parcourus avec escales (non garanties pour causes de météo) et conférences à bord. À terre, les agents de la réserve naturelle prennent en charge les visiteurs avec un programme sur-mesure. Le coût est d'environ 8 800 €. Toutefois, cette possibilité est suspendue en 2021, puis arrêtée.
Il n'y a pas d'activités touristiques organisées par les TAAF en Terre Adélie.
Concernant les îles Éparses, la compagnie de croisière du Ponant a scellé un partenariat avec la collectivité des TAAF. Ce partenariat a abouti a la réalisation d'une première croisière du Lyrial en 2017. Depuis, une seule croisière est autorisée par an, sous couvert du strict respect d'une charte environnementale. Il est également possible de se rendre dans les îles Éparses via une rotation du Marion Dufresne, mais celles-ci sont plus rares que vers les districts austraux (une tous les 2-3 ans environ).
Des accès par bateaux privés sont possibles mais fortement réglementés. Il est nécessaire d'obtenir une autorisation du préfet des TAAF pour pouvoir y mouiller ou y accoster. Certaines zones protégées sont interdites d'accès à l'exception des missions scientifiques. Les étrangers ont besoin d'un visa.

### Pavillon de complaisance
Le territoire dispose d'un pavillon de complaisance.
En octobre 1986, la France a créé le registre maritime des Terres australes et antarctiques françaises communément appelé « pavillon des Kerguelen » destiné à l'enregistrement de navires de pêche et commerciaux afin d'autoriser des exceptions dans le droit du travail qui ne sont pas tolérées sous le pavillon « France ».
Cette exception a pris fin en 2005 pour la flotte commerciale, et été remplacé par le Registre international français.

### Budget
La collectivité dispose d’un budget d’environ 26 millions d’euros provenant :
- de ressources propres (droits de pêche à hauteur de 5,5 M€[79], philatélie, impôts, tourisme, taxes de mouillage…) représentant 78,8 % des recettes[76] ;
- d’une subvention d’équilibre du ministère des Outre-mer ;
- d’un appui financier du ministère de l’Écologie au titre de la réserve naturelle nationale.

Les dépenses sont constituées à 70 % de frais de logistique et 12 % de dépenses de personnel.

## Démographie
Les TAAF n'ont jamais eu de population autochtone et aucune population permanente à l'exception de quelques brèves et très limitées tentatives de colonisation. Il existe cependant une présence humaine continue sur certains de ces territoires, assurée par des scientifiques ou des militaires français. Ainsi en 2006, environ 650 personnes ont séjourné dans les TAAF dont 400 sont des scientifiques en mission et 200 à 250 des militaires, principalement de la Légion étrangère ou du 2e RPIMa et des contractuels assurant la logistique.
- Îles Kerguelen : entre 45 et 110 personnes suivant la saison[18].
- La Terre Adélie : entre 30 et 100 personnes[18].
- Îles Saint-Paul et Nouvelle-Amsterdam : 25 à 45 personnes[18] (avec des missions ponctuelles de quelques personnes sur Saint-Paul).
- Archipel Crozet : 25 à 45 personnes[18].

Le personnel travaille sur divers sites : les bases australes et antarctiques, le Marion Dufresne, le siège de Saint-Pierre à La Réunion, sans oublier l'antenne parisienne.
Dans le domaine militaire (PARTEX)
Le ministère de la Défense contribue au fonctionnement des TAAF par l’affectation d’un certain nombre de personnels en position dite de « participation extérieure » (PARTEX).
Ces personnels sont affectés soit au siège des TAAF à la Réunion, pour des séjours outre-mer d’une durée variable selon les armées, soit sur les districts austraux et antarctique, pour des séjours de douze mois, augmentés d’un mois de trajet aller/retour en bateau.
Armée de Terre
- chef infrastructures (chef de service)
- électromécanicien-frigoriste
- plombier-chauffagiste
- chef garage (chef de service)

Marine nationale
- chef centrale (chef de service)
- électricien centrale

Armée de l’air
- chef approvisionnements (chef de service)
- chef du service télécommunications – gérant postal (chef de service)
- technicien télécoms

Dans le domaine de la médecine
Chaque année, 7 postes de médecin sont à pourvoir.
- 4 postes de médecin-chef dans les districts austraux et antarctique (un pour chaque base),
- 1 poste de médecin adjoint auprès du médecin-chef de la base de Port-aux-Français (Kerguelen) où l’activité est la plus soutenue,
- 1 poste de médecin basé au siège des TAAF, à Saint-Pierre de la Réunion, également chargé de médicaliser les rotations du Marion Dufresne,
- 1 poste de médecin à pourvoir à l’antenne parisienne des TAAF.

Au sein de chaque district, ils dirigent un mini hôpital.
Contractuel
Les TAAF recrutent régulièrement des personnels pour des missions dans les territoires austraux, dans les métiers de l’environnement, de la biodiversité, du bâtiment (maçon, peintre, plaquiste, menuisier, électricien, plombier, carreleur, charpentier…), ou encore de la restauration (cuisinier, boulanger, pâtissier, boucher…) et du service (personnel de salle).
Des postes sont également proposés à bord des navires lors des campagnes de pêche au thon (dans le canal du Mozambique) ou à la légine (grande pêche australe). Les fonctions à pourvoir sont celles d’observateur de pêche ou de contrôleur de pêche, pour des missions éphémères (de quelques jours à trois mois consécutifs).
Dans le domaine du Volontariat du service civique
- soutien aux missions de préservation de l’environnement.
- assistanat de gestion dans les domaines administratif, comptable, communication ou informatique.
- médecine de site isolé et de prévention.

## Philatélie
Les Terres australes et antarctiques françaises ont le statut de collectivité d'outre mer et, à ce titre, peuvent émettre leurs propres timbres.
Cette activité représente un apport financier non négligeable dans les ressources budgétaires du Territoire (entre 7 et 9 % du budget total ; entre 700 000 et 750 000 euros annuellement au début des années 2020). Chaque année, 12 à 15 timbres sont émis à partir du 1er janvier de l’année civile concernée et 60 000 exemplaires par timbre environ sont disponibles à la vente pendant deux ans.
Les personnels de l’armée de l’air (PARDEF), recrutés par les TAAF, remplissent également la fonction de gérant postal et bénéficient pour cela d'une formation théorique et pratique d’une quinzaine de jours à Paris et à La Réunion. Le gérant postal est le seul sur la base à pouvoir envoyer ou réceptionner une dépêche postale qui correspond à l’ensemble des sacs contenant des plis et des colis.
Les philatélistes du monde entier font ainsi des demandes personnalisées pour les plis qu’ils veulent recevoir. Pour cela, ils envoient un courrier à l'adresse de leur choix en l'affranchissant avec un timbre des TAAF et le glissent dans une enveloppe adressée à la gérance postale dans les districts austraux, les Éparses ou la Terre Adélie. Les lettres sont ensuite tamponnées sur place, le cachet de la poste faisant foi, et réexpédiées au destinataire selon leurs indications.

## Infrastructures et énergie

### Approvisionnement en énergie
Dans le cadre d'un partenariat entre l'université de La Réunion (Laboratoire de physique du bâtiment et des systèmes, LPBS) et les services techniques des TAAF, un programme ambitieux de maîtrise de l'énergie en vue d'intégrer les énergies renouvelables a débuté début 2006. « La crise énergétique mondiale actuelle liée principalement à la spéculation et à la future raréfaction du pétrole d'ici vingt à trente ans, nous mène à intensifier les actions en réduction des dépenses énergétiques dans les bases des TAAF et à y développer l'intégration des énergies renouvelables, tout en prenant en compte les contraintes fortes en matière de maintenance et de logistique (quatre ravitaillements maritimes par an seulement par le Marion Dufresne 2).

### Transports
Les TAAF ne sont desservies que par la mer. Il n'existe en effet ni aérodrome, ni même de piste d'aviation à l'exception de l'île Tromelin, de l'île Europa, des îles Glorieuses et de l'île Juan de Nova dans les îles Éparses de l'océan Indien, qui possèdent chacune une piste rudimentaire. Une piste avait été construite à proximité de la base Dumont-d'Urville en Antarctique en 1980. Le but était de pouvoir relier l'Australie et l'Antarctique par un avion militaire de type Transall ou Hercules C130. Mais devant le coût financier de son entretien (la piste avait été sérieusement endommagée par une vague due au détachement d'un bloc d'un glacier voisin) et les polémiques internationales liées à cet aéroport dans une zone protégée, la piste a été abandonnée en 1996. L'emplacement de la base de Port-aux-Français dans les îles Kerguelen avait été choisi pour la possibilité d'installer une piste d'aviation à sa proximité, ce qui cependant n'a jamais été réalisé.
Les TAAF ne possèdent pas non plus de port, juste des zones de mouillage et des cales ne pouvant accueillir que des navires de très faible tirant d'eau. La desserte des TAAF est assuré par le Marion Dufresne 2 à partir de La Réunion où il est basé. Ce navire, construit en 1995, assure le transport des passagers, fret et fuel vers les îles Australes ainsi que des missions scientifiques. La desserte de la Terre Adélie est effectuée par le navire polaire L'Astrolabe pendant l'été austral, au départ d'Hobart en Tasmanie. La circulation automobile n'existe que sur les îles Kerguelen malgré l'absence d'axes routiers. Le parc de véhicules utilitaires (essentiellement fourni par Renault) est restreint, faisant toutefois l'objet d'une immatriculation française par un système qui lui est propre. Chaque véhicule est attitré à un chef ou prêté à un agent, l'entretien est assuré in situ par une équipe spécialisée dans la mécanique générale. Leur présence a été rendue nécessaire par l'importance du matériel et des personnes à déplacer.
Il n'existe aucune installation portuaire dans les TAAF à l'exception d'une cale de débarquement à Port-aux-Français et d'une cale sommaire à Amsterdam.

### Activités et infrastructures scientifiques
La Terre Adélie abrite la seule base française en Antarctique : la base antarctique Dumont-d'Urville. Il existe aussi la base antarctique Concordia franco-italienne située sur le Dôme C, un plateau très éloigné des côtes. Cette base est toutefois située hors de la zone de souveraineté française, un peu plus à l'ouest dans la zone de revendication australienne, et cet établissement n'a pu être possible qu'en vertu du traité de l'Antarctique pour le seul usage scientifique. L'administrateur de la base est nommé parmi les personnels présents, sur leur proposition et en accord avec les gouvernements français, italien et australien et du Secrétariat de l'assemblée chargée de l'application du traité international et de son contrôle. Il fait appliquer localement les règles de police et de sécurité sur la base pour le compte des gouvernements français et italien, suivant un règlement approuvé par les participants qui décident à l'avance de la juridiction applicable.
Les expéditions vers la Terre Adélie ne sont normalement autorisées que pour la recherche scientifique et la logistique ou le contrôle des installations de la base Dumont-d'Urville. Elles doivent faire l'objet d'une demande préalable (sauf pour le contrôle international) et d'un signalement au Secrétariat du Traité sur l'Antarctique.

### Communications
Depuis le 6 décembre 2011, les TAAF disposent de leur propre domaine de premier niveau national : « .tf ».

## Distinctions
Le 5 juillet 2019, les « Terres et mers australes françaises » — un territoire de 166 267 100 hectares (1 662 671 km2) couvrant l'archipel Crozet, les îles Kerguelen, Saint-Paul et Amsterdam ainsi que 60 petits îlots situés dans la zone subantarctique — sont inscrites au patrimoine mondial de l'UNESCO,.

## Codes
Les TAAF ont pour codes ATF, dans la norme ISO 3166-1 (liste des codes pays).

## Langues

### Lexique «taafien»
À bord du Marion Dufresne (le « marduf » en « taafien » ) comme sur les TAAF, un langage spécifique fait entre autres d'abréviations, d'acronymes, de mots créoles et d'expressions grivoises est communément utilisé.
Le « taafien » ne comporte pas de grammaire propre mais un lexique différent du français. Il désigne des réalités souvent spécifiques à ces régions, à leur faune, à leur administration et au travail qui y est assuré.

### Filmographie
Murmures dans les rugissants, un documentaire de Lauren Ransan, réalisé en 2016 pour les 60 ans de l'administration des TAAF, ce film retrace l'histoire des tentatives de colonisation des îles subantarctiques.